# Zoemertje
Het zoemertje (Stenobothrus lineatus) is een rechtvleugelig insect uit de familie veldsprinkhanen (Acrididae), onderfamilie Gomphocerinae.

## Kenmerken
De kleur is groen, de opstaande randen van het halsschild zijn duidelijk licht van kleur en ietwat naar elkaar gebogen in het midden. De achterlijfspunt is met name bij de mannetjes felrood gekleurd. De vleugels van het vrouwtje komen net niet tot de achterlijfspunt, die van het mannetje zijn iets langer, een chorthippuslobje ontbreekt. Mannetjes bereiken een lengte van 14 tot 19 millimeter, de vrouwtjes zijn 20 tot 27 mm lang.

### Onderscheid met andere soorten
Het zoemertje is alleen te verwarren met het schavertje en de brommer, die ook tot het geslacht Stenobothrus behoren. Het schavertje is echter kleiner en de brommer is kortvleugelig. Ook het locomotiefje vertoont enige gelijkenis maar is bruin van kleur.

## Verspreiding
Het zoemertje komt in grote delen van Europa voor, ook in zuidelijk Groot-Brittannië, het zuidoosten van België en in oostelijk Nederland. In Vlaanderen kwam de sprinkhaan voor in Limburg, maar hij is er uitgestorven. De soort is in Nederland vooral bekend van de Veluwe en breidt zich uit over de Utrechtse Heuvelrug, ook op andere plaatsen zoals zuidelijk Limburg zijn populaties bekend. De habitat bestaat uit droge en schrale terreinen zoals droge heide en kalkgraslanden.

## Levenswijze
Het zoemertje is als volwassen insect te zien van juli tot september en is vooral actief tussen negen uur in de ochtend en zeven uur in de avond. De zang bestaat uit een pulserend geknars dat in volume toeneemt en tot op 8 meter te horen is. De sprinkhaan zingt alleen bij zonnig weer.

## Afbeeldingen

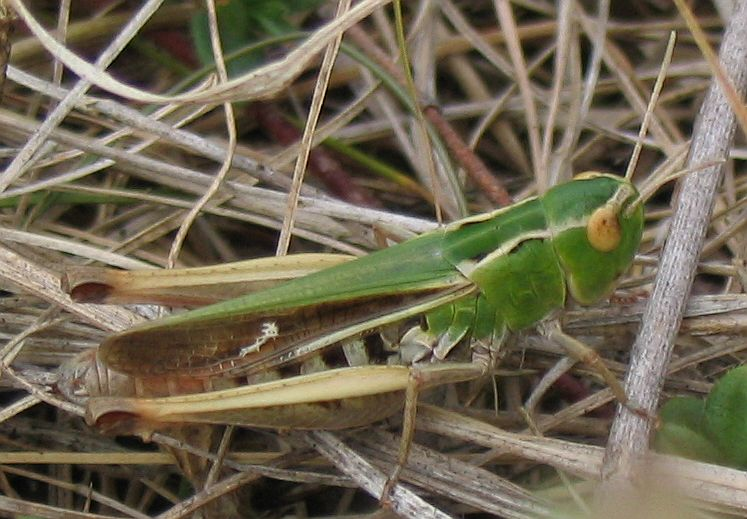
Vrouwtje
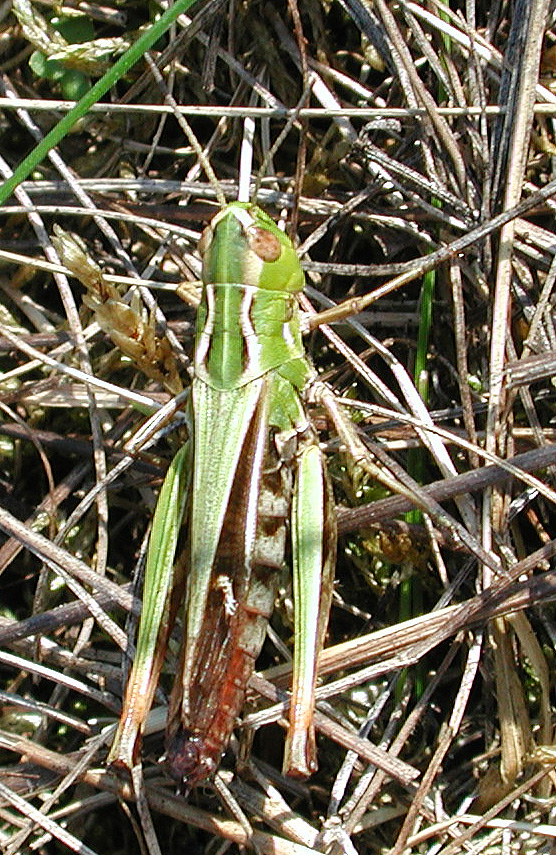
Vrouwtje
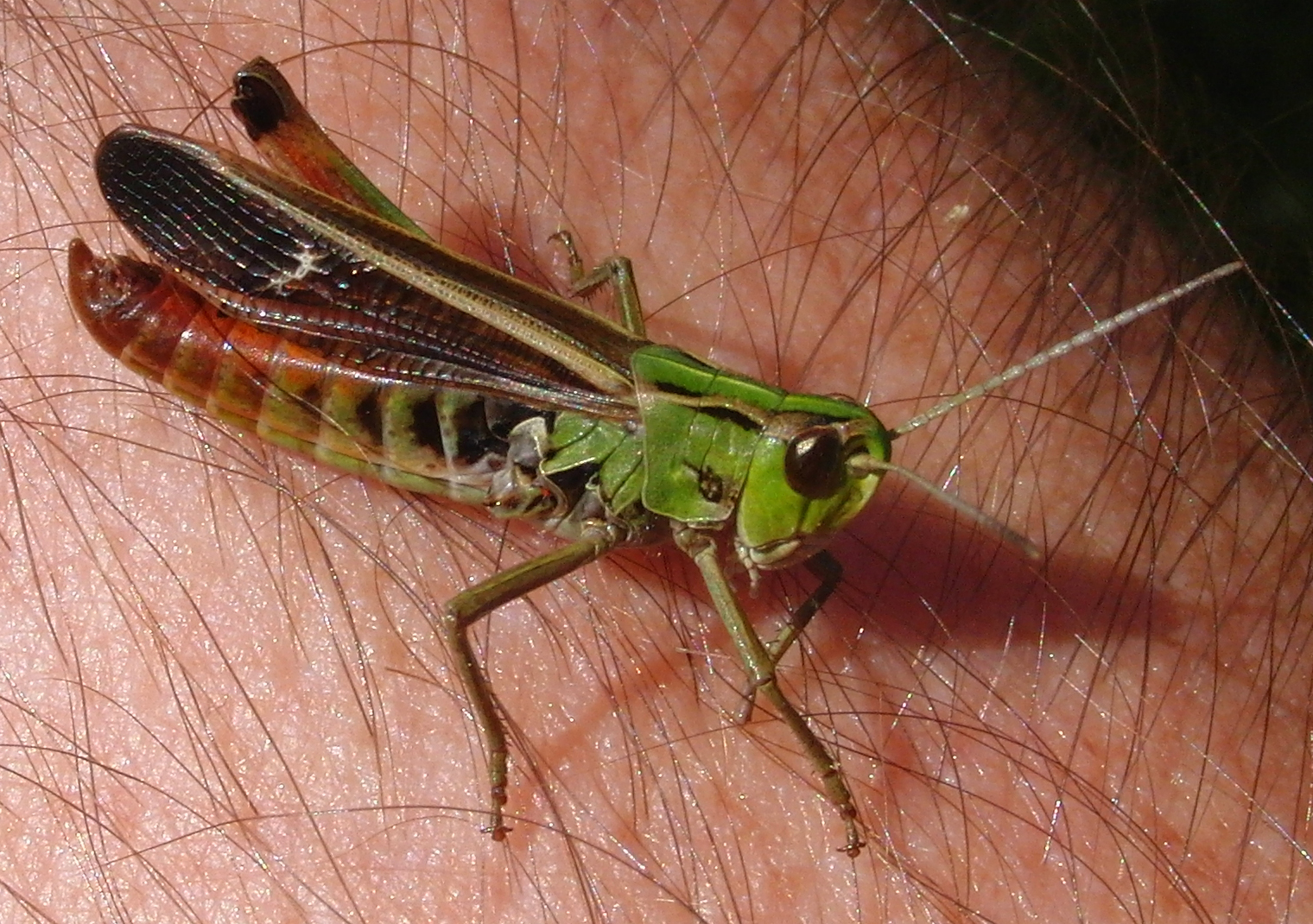
Mannetje